# Bob Hawke
Robert James Lee "Bob" Hawke, född 9 december 1929 i Bordertown i South Australia, död 16 maj 2019 i Sydney, var Australiens 23:e premiärminister mellan 1983 och 1991. Hawke började med politik under valen 1980, efter ett decennium som ordförande för Australian Council of Trade Unions, och blev partiledare efter Bill Haydens avgång 1983. Inom några veckor ledde Hawke Arbetarpartiet till en storseger i parlamentsvalen och blev premiärminister. Han åstadkom därefter ytterligare tre segrar i rad i de federala valen innan han avsattes till förmån för sin finansminister Paul Keating 1991, efter ett misslyckat försök tidigare samma år. Hawke är (med åtta år och nio månader) efter Robert Menzies och John Howard Australiens mest långvarige premiärminister och följaktligen den mest långvarige från Labor.
Hawke var under långa perioder av sin regeringsperiod omåttligt populär, även om hans starka ställning underbyggdes av det liberala partiets splittring mellan John Howard och Andrew Peacock. Han omprövade partiets tidigare politik, sänkte skatter (som förblivit relativt statiska under föregångaren Fraser regering), avreglerade finansmarknaden och byggde ut hälso-, barn- och äldrevård. Hawkes mest långvariga arv var lanseradet av det nuvarande offentliga sjukvårdsprogrammet Medicare, som ersatte det tidigare och omtvistade Medibank. Han har förblivit aktiv inom Labor och utsågs 2009 till livstidsmedlem.